# Alessandra Barreca
Alessandra Barreca (Genova, 17 maggio 1989) è un'ex calciatrice italiana, di ruolo centrocampista.

## Carriera

### Club
Cresciuta nelle giovanili del Firenze, esordisce in Serie A2 con la compagine toscana, con la quale vince il campionato di Serie A2 nel 2006 e conquista la promozione in massima serie. Con la Viola esordisce in Serie A il 7 ottobre 2006 contro il Fiammamonza, mentre segna la sua prima rete il 9 dicembre 2006 contro l'Agliana, un minuto dopo il suo ingresso in campo. Complessivamente, colleziona 88 presenze in campionato (44 di A e 44 di A2) con il Firenze, segnando 20 reti. Con le 12 presenze in Coppa Italia (ed altri 8 gol), festeggia le 100 presenze in maglia Viola il 19 aprile 2008 contro il Torino.
Nell'estate del 2008 passa alla Roma CF, con la cui maglia esordisce il 4 ottobre 2008 contro la Fiammamonza. Segna la sua prima rete in giallorosso il 18 ottobre 2008 contro la Riozzese. In quattro stagioni con la Roma stacca 90 presenze in Serie A (segnando 19 reti), ed altre 12 in Coppa Italia (con 4 gol). Complessivamente, colleziona 102 gare ufficiali con la maglia giallorossa, raggiungendo le 100 presenze il 5 maggio 2012 contro il Tavagnacco.
Il 30 luglio 2012 viene ingaggiata dal Napoli. Esordisce con la maglia Azzurra il 2 settembre 2012 in Coppa Italia contro il Caira, mentre in campionato esordisce il 22 settembre 2012 contro il Grifo Perugia. Segna la sua prima rete il 9 febbraio 2013 contro il Brescia.
In occasione della pausa estiva tra i campionati, coglie l'opportunità di giocare all'estero, nel campionato statunitense femminile di calcio, dove viene ceduta con la formula del prestito, vestendo nel 2013 la maglia del Seattle P.H.A., dove contribuisce a conquistare il titolo dello stato di Washington e la coppa nazionale (Evergreen Cup)
Rientrata in Italia decide di trasferirsi nuovamente alla Roma, dove giocando nel campionato di Serie B 2013-2014 colleziona altre 18 presenze mettendo a segno 10 reti. A fine campionato, si svincola dalla società giallorossa.

### Nazionale
Nel luglio del 2008 ha vinto gli Europei Under 19 con la nazionale italiana, giocando quattro partite e segnando un gol nella fase finale (nelle qualificazioni aveva giocato sei partite).
Ha fatto il suo esordio, nonché unica presenza, nella nazionale italiana in occasione del tour in Cina nel luglio 2017.

## Statistiche

### Presenze e reti nei club
| Stagione       | Squadra        | Campionato     | Campionato | Campionato | Coppe nazionali | Coppe nazionali | Coppe nazionali | Totale | Totale |
| Stagione       | Squadra        | Comp           | Pres       | Reti       | Comp            | Pres            | Reti            | Pres   | Reti   |
| -------------- | -------------- | -------------- | ---------- | ---------- | --------------- | --------------- | --------------- | ------ | ------ |
| 2003-2004      | Firenze        | Serie A2       | 2          | 0          | CI              | 0               | 0               | 2      | 0      |
| 2004-2005      | Firenze        | Serie A2       | 22         | 4          | CI              | 2               | 3               | 24     | 7      |
| 2005-2006      | Firenze        | Serie A2       | 20         | 7          | CI              | 3               | 0               | 23     | 7      |
| 2006-2007      | Firenze        | Serie A        | 22         | 4          | CI              | 6               | 3               | 28     | 7      |
| 2007-2008      | Firenze        | Serie A        | 22         | 5          | CI              | 1               | 2               | 23     | 7      |
| Totale Firenze | Totale Firenze | Totale Firenze | 88         | 20         |                 | 12              | 8               | 100    | 28     |
| 2008-2009      | Roma CF        | Serie A        | 17         | 4          | CI              | 6               | 0               | 23     | 4      |
| 2009-2010      | Roma CF        | Serie A        | 22         | 4          | CI              | 3               | 3               | 25     | 7      |
| 2010-2011      | Roma CF        | Serie A        | 26         | 7          | CI              | 2               | 1               | 26     | 8      |
| 2011-2012      | Roma CF        | Serie A        | 25         | 4          | CI              | 1               | 0               | 26     | 4      |
| 2012-2013      | Napoli         | Serie A        | 26         | 1          | CI              | 5               | 0               | 31     | 1      |
| 2013-2014      | Roma CF        | Serie B        | 18         | 10         | CI              | ?               | ?               | 18     | 10     |
| Totale Roma    | Totale Roma    | Totale Roma    | 108        | 29         |                 | 12              | 4               | 120    | 33     |
| Totale         | Totale         | Totale         | 222        | 50         |                 | 29              | 12              | 251    | 62     |

### Cronologia presenze e reti in nazionale
| Cronologia completa delle presenze e delle reti in nazionale ― Italia | Cronologia completa delle presenze e delle reti in nazionale ― Italia | Cronologia completa delle presenze e delle reti in nazionale ― Italia | Cronologia completa delle presenze e delle reti in nazionale ― Italia | Cronologia completa delle presenze e delle reti in nazionale ― Italia | Cronologia completa delle presenze e delle reti in nazionale ― Italia | Cronologia completa delle presenze e delle reti in nazionale ― Italia | Cronologia completa delle presenze e delle reti in nazionale ― Italia |
| Data                                                                  | Città                                                                 | In casa                                                               | Risultato                                                             | Ospiti                                                                | Competizione                                                          | Reti                                                                  | Note                                                                  |
| --------------------------------------------------------------------- | --------------------------------------------------------------------- | --------------------------------------------------------------------- | --------------------------------------------------------------------- | --------------------------------------------------------------------- | --------------------------------------------------------------------- | --------------------------------------------------------------------- | --------------------------------------------------------------------- |
| 4-7-2007                                                              | Shenyang                                                              | Italia                                                                | 5 – 0                                                                 | Thailandia                                                            | Amichevole                                                            | -                                                                     | 84’                                                                   |
| Totale                                                                |                                                                       | Presenze                                                              | 1                                                                     |                                                                       | Reti                                                                  | 0                                                                     |                                                                       |

## Palmarès

### Nazionale
- Campionato d'Europa under 19: 1

2008